# Besson MB-411
Besson MB-411 war ein U-Boot-Bordflugzeug der französischen Marine. Der Flugzeugtyp wurde lediglich auf dem Unterseekreuzer Surcouf als Bordflugzeug eingesetzt. Der unbewaffnete Tiefdecker diente der Aufklärung. Das Flugzeug wurde in einem druckfesten Hangar im achteren Teil des Turmes der Surcouf transportiert. Zum Start musste die MB-411 außerhalb des Hangars zusammengebaut werden. Dieser Vorgang dauerte etwa 30 Minuten. Nach der Landung musste das Flugzeug wieder demontiert werden, was ungefähr dieselbe Zeit brauchte.

## Technische Daten
| Kenngröße             | Daten                                       |
| --------------------- | ------------------------------------------- |
| Besatzung             | 1–2                                         |
| Gesamtlänge           | 8,25 m                                      |
| Höhe                  | 2,85 m                                      |
| Spannweite            | 12 m                                        |
| Flügelfläche          | 22 m²                                       |
| Flügelstreckung       | 6,5                                         |
| Leermasse             | 760 kg                                      |
| max. Startmasse       | 1140 kg                                     |
| Triebwerk             | 1 × Sternmotor Salmson 9Nd; 175 PS (129 kW) |
| Höchstgeschwindigkeit | 190 km/h (103 kn)                           |
| Dienstgipfelhöhe      | 5000 m                                      |
| Reichweite            | 400 km (216 NM)                             |